# ناحیه تای گیانگ
ناحیه تای گیانگ (به لاتین: Tây Giang District) یک منطقهٔ مسکونی در ویتنام است که در جنوب ساحل مرکزی واقع شده‌است.

## خصوصیات
ناحیه تای گیانگ ۹۰۱ کیلومترمربع مساحت و ۱۳٬۹۲۶ نفر جمعیت دارد.